# رادیو سلامت
رادیو سلامت یکی از شبکه‌های رادیویی صدا و سیمای جمهوری اسلامی ایران است. این شبکه در بهمن ۱۳۸۱ با هدف بهبود سلامت فردی و اجتماعی تأسیس شد و هم‌اکنون به صورت ۲۴ ساعته پخش می‌شود.
این شبکه رادیویی شامل پنج گروه برنامه‌ساز بهداشت و تندرستی، سلامت روان، سلامت اجتماعیی و تغذیه و خانواده می‌باشد.
- اولین مدیر دکتر لبیبی
- دومین مدیر دکتر کاظم‌زاده
- سومین مدیر دکتر شیخ محمدی
- چهارمین مدیر دکترقاسمی
- پنجمین مدیر دکتر بهفر
- ششمین دکتر صدیقه اعتمادسعید

## فعالیت‌ها
- برگزاری کمپین و انجام آزمایش‌های پزشکی در نمایشگاه کتاب تهران (۱۳۹۴)[۱]